# Spoorbrug Venlo
De Spoorbrug Venlo, ook Oude Maasbrug, in Venlo, overspant de rivier de Maas en maakt deel uit van de spoorlijn Venlo - Eindhoven en spoorlijn Nijmegen - Venlo. Aan de noordzijde van de brug is een 3,20 m breed fietspad.

## Geschiedenis
De brug werd van 1862 tot 1865 gebouwd, aanvankelijk als spoorbrug op het traject Breda - Maastricht. Het ontwerp was van de civiel ingenieur Johan Arthur Kool, in samenwerking met Nicolaas Hendrik Nierstrasz. Rond 1890 werd de constructie verdubbeld en kwam er een apart deel voor auto's, voetgangers en een tram.
In mei 1940 bliezen Nederlandse militaire de oude Maasbrug deels op, in de hoop daarmee de Duitse opmars te vertragen. De Duitsers bouwden een houten noodbrug, Pommernbrücke genoemd, en herstelden de spoorbrug provisorisch.
Nadat ook deze brug vlak voor de bevrijding in maart 1945 werd opgeblazen (deze keer door de Duitsers), kwam er in 1946 een noodspoorbrug en in 1947 een Baileybrug voor het autoverkeer, voetgangers en fietsers. In 1957 kwam er een nieuwe, vaste autobrug en in 1964 een nieuwe spoorbrug.

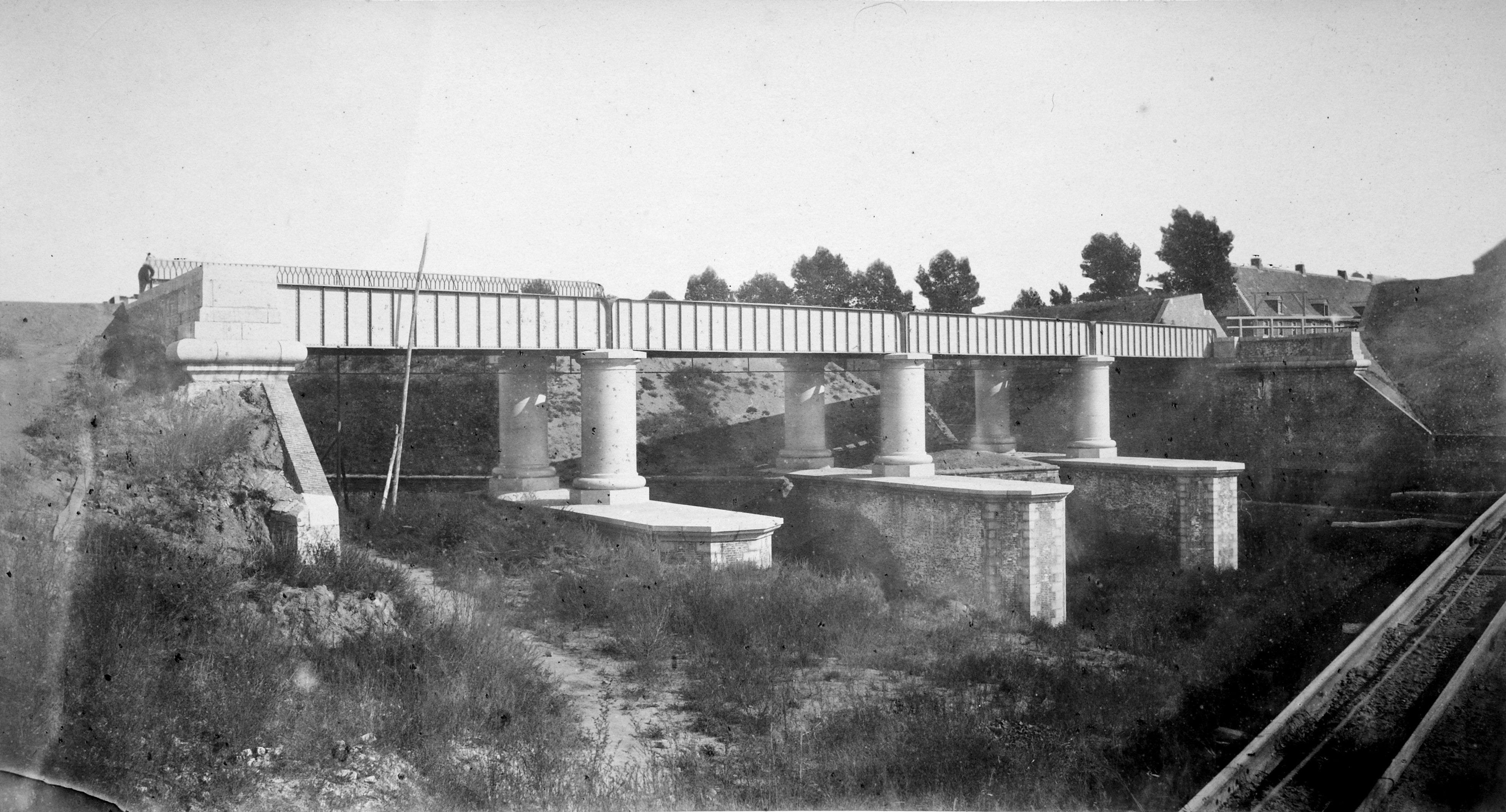
Bouw van de 1e brug, 1865
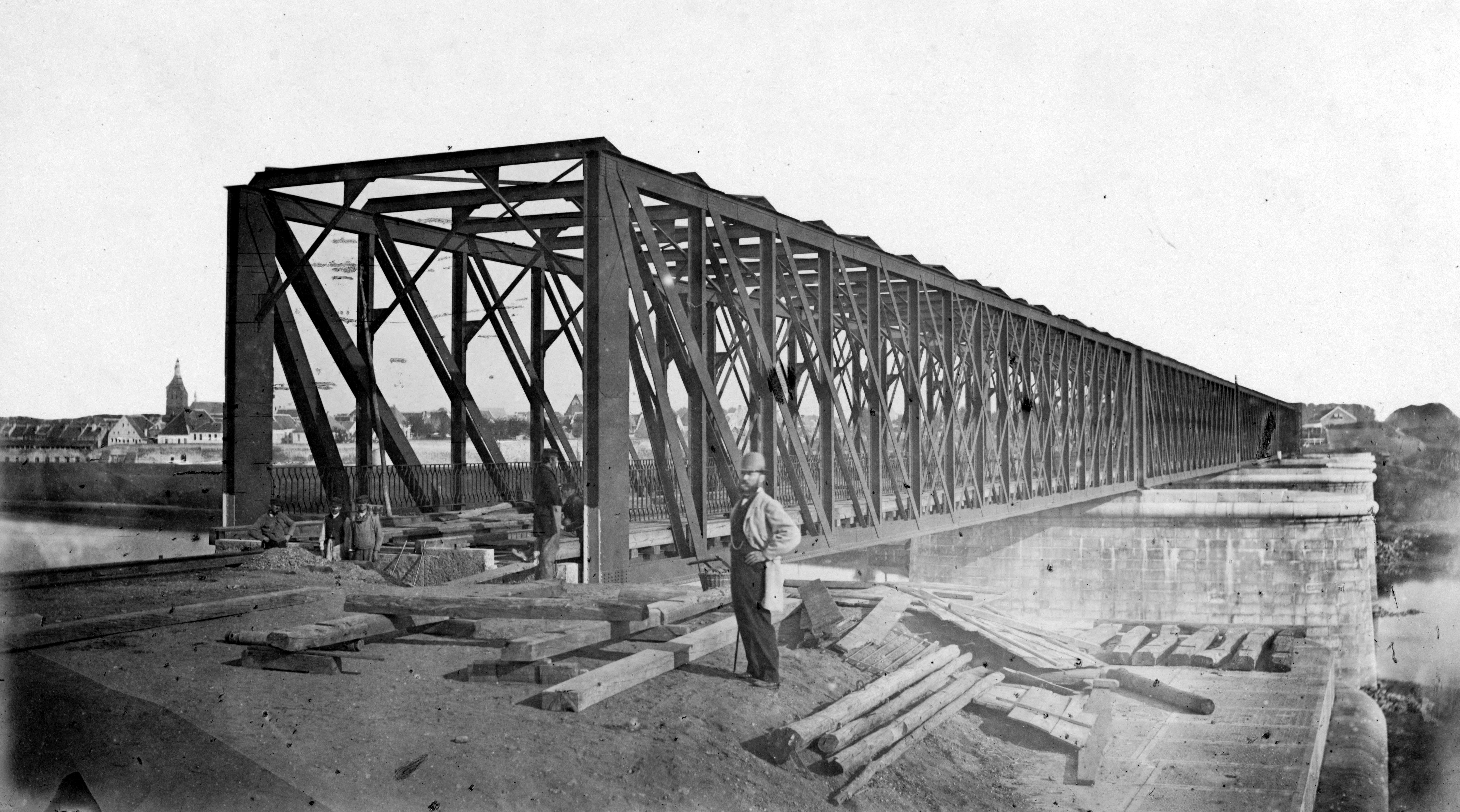
Idem, 1865
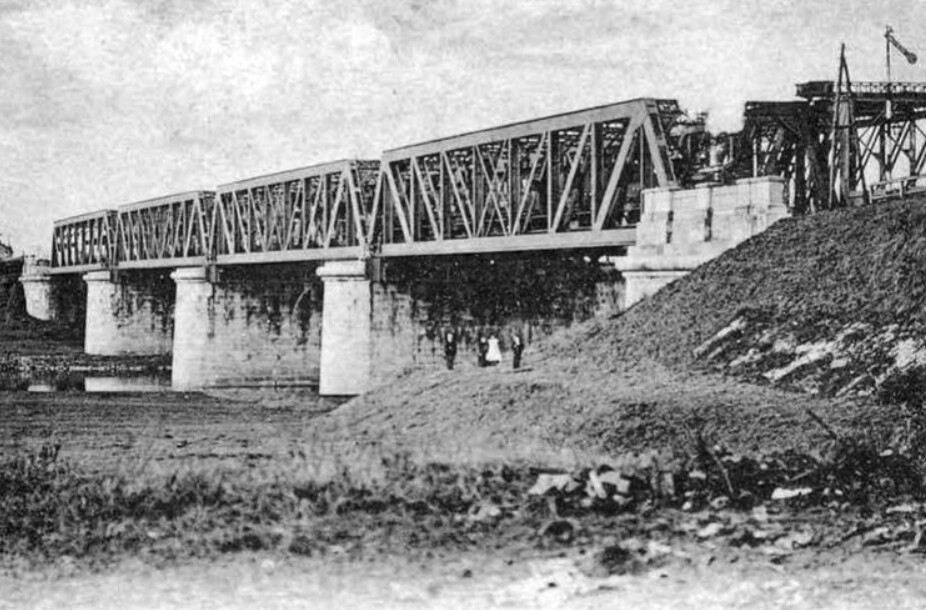
Spoorbrug Venlo, ca. 1900
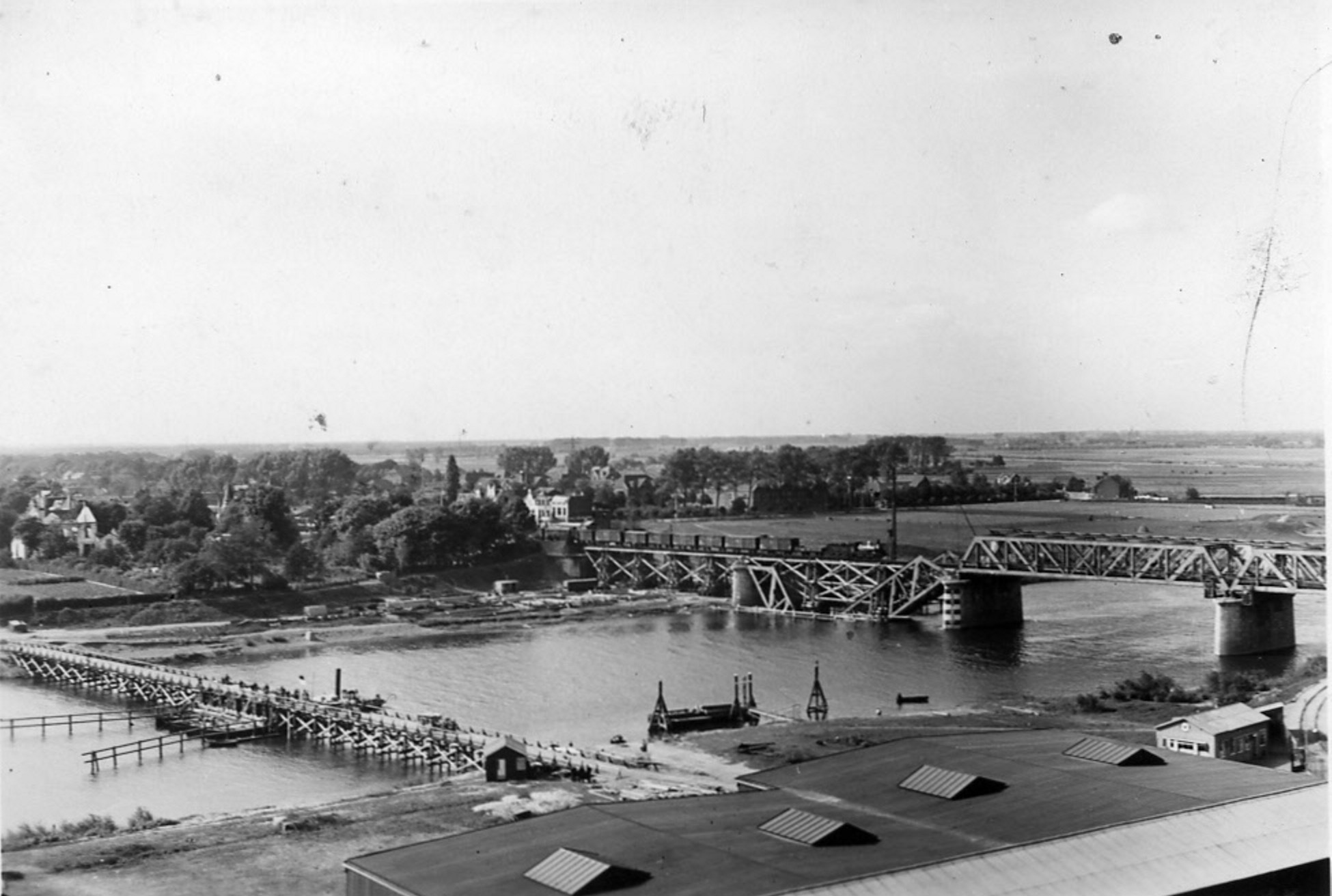
Pommernbrücke (links) en spoorbrug, aug. 1940
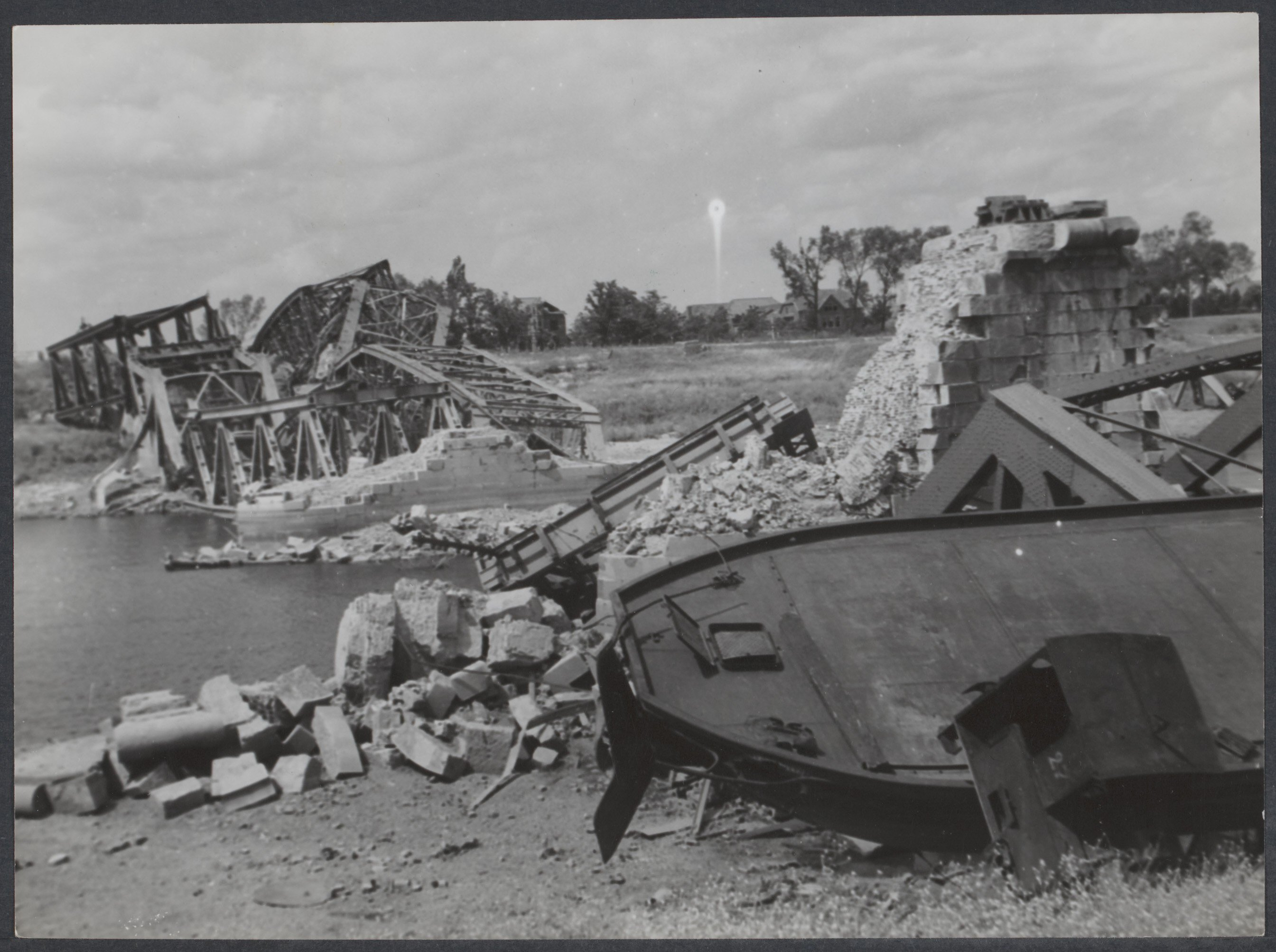
Vernielde brug, 1945
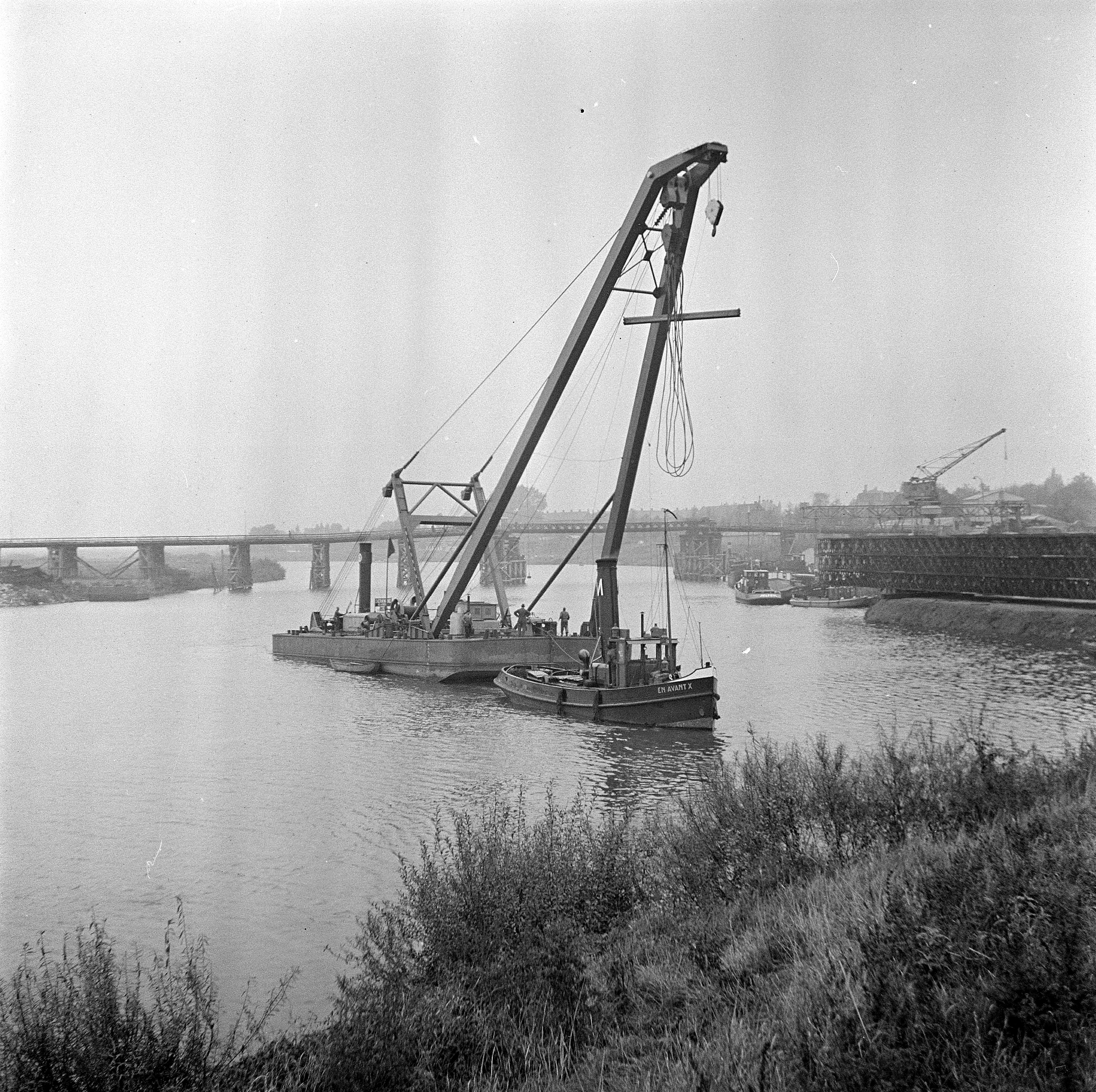
Bouw Baileybrug, 1947
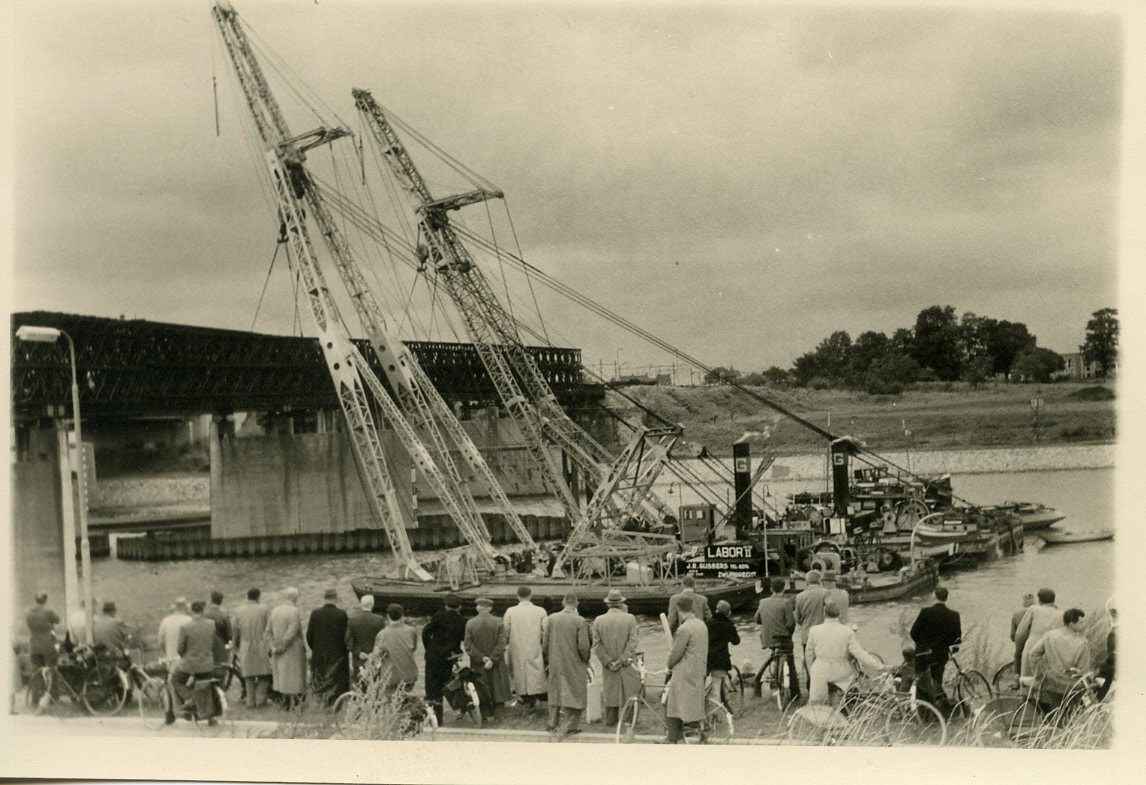
Sloop Baileybrug, 1957
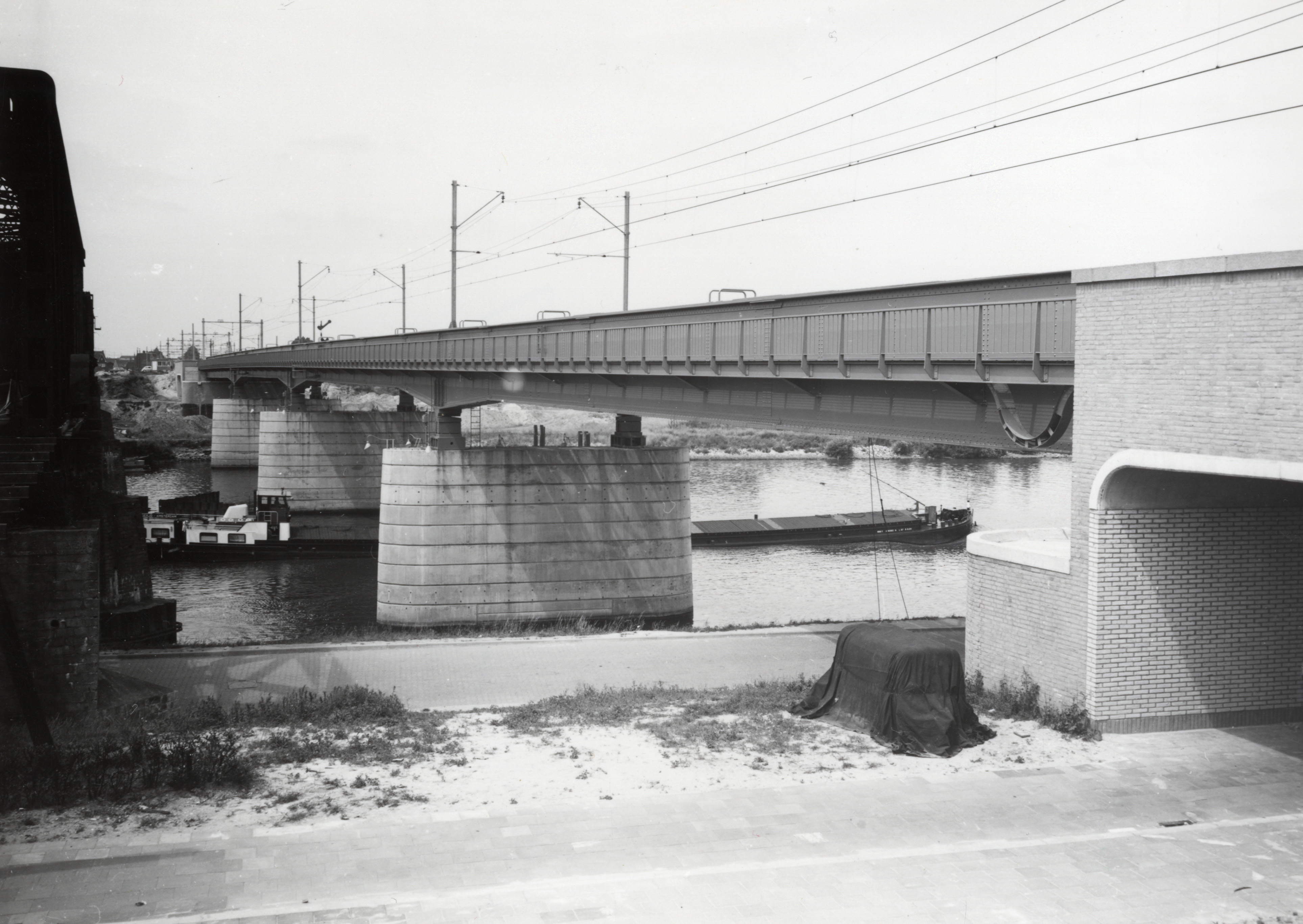
Nieuwe spoorbrug, 1964